# Procellaria parkinsoni
Procellaria parkinsoni е вид птица от семейство Procellariidae. Видът е световно застрашен, със статут Уязвим.

## Разпространение
Видът е разпространен в Еквадор, Колумбия, Коста Рика, Мексико, Нова Зеландия, Никарагуа, Ниуе, Острови Кук, Панама, Перу, Тонга и Френска Полинезия.